# Championnat du monde de rink hockey masculin juniors 2003
Navigation
Championnat du monde juniors 2002 Championnat du monde juniors 2005
Le premier championnat du monde juniors de rink hockey s'est déroulé entre le 18 et le 23 juillet 2003, à Montevideo, Uruguay.
Cette compétition a réuni les meilleurs joueurs de moins de 20 ans de dix sélections du monde entier. L'équipe du Brésil ayant déclaré forfait avant le début de la compétition, ce championnat s'est en réalité joué entre neuf équipes.
Le Portugal est la première nation à écrire son nom  au palmarès officiel des championnats du monde masculin juniors, grâce à sa victoire 5-3 en finale face à l'Argentine.

## Déroulement
Pour la phase de qualification, les dix équipes participantes sont réparties dans deux groupes de cinq. À l'intérieur d'un groupe, chaque équipe se rencontre une fois afin d'établir un classement.
Lors de la phase finale, les deux meilleures équipes de chaque groupe sont qualifiées pour les demi-finales et se disputent donc les places 1 à 4. Les autres équipes se retrouvent dans un mini championnat afin de désigner les places 5 à 10.

## Phase de qualification

### Groupe A
| Rang | Équipe           | Pts | J | G | N | P | Bp | Bc | Diff |  | Résultats (dom.\ext.) |  |      |      |      |  |
| ---- | ---------------- | --- | - | - | - | - | -- | -- | ---- |  | --------------------- |  | ---- | ---- | ---- |  |
| 1    | Argentine        | 6   | 3 | 3 | 0 | 0 | 37 | 2  | +35  |  | Argentine             |  | 13-0 | 11-1 | 13-1 |  |
| 2    | Angleterre       | 4   | 3 | 2 | 0 | 1 | 22 | 15 | +7   |  | Angleterre            |  |      | 6-2  | 16-0 |  |
| 3    | Uruguay          | 2   | 3 | 1 | 0 | 2 | 10 | 18 | -8   |  | Uruguay               |  |      |      | 7-1  |  |
| 4    | Nouvelle-Zélande | 0   | 3 | 0 | 1 | 3 | 2  | 36 | -34  |  | Nouvelle-Zélande      |  |      |      |      |  |
| 5    | Brésil           | 0   | 0 | 0 | 0 | 0 | 0  | 0  | 0    |  | Brésil                |  |      |      |      |  |

### Groupe B
| Rang | Équipe     | Pts | J | G | N | P | Bp | Bc | Diff |  | Résultats (dom.\ext.) |  |     |      |      |      |
| ---- | ---------- | --- | - | - | - | - | -- | -- | ---- |  | --------------------- |  | --- | ---- | ---- | ---- |
| 1    | Portugal   | 8   | 4 | 4 | 0 | 0 | 49 | 2  | +47  |  | Portugal              |  | 3-0 | 15-0 | 13-1 | 18-1 |
| 2    | France     | 6   | 4 | 3 | 0 | 1 | 24 | 4  | +20  |  | France                |  |     | 4-1  | 10-0 | 10-0 |
| 3    | Colombie   | 4   | 4 | 2 | 0 | 2 | 7  | 20 | -13  |  | Colombie              |  |     |      | 3-1  | 3-0  |
| 4    | États-Unis | 2   | 4 | 1 | 0 | 3 | 6  | 29 | -23  |  | États-Unis            |  |     |      |      | 4-3  |
| 5    | Australie  | 0   | 4 | 0 | 0 | 4 | 4  | 35 | -31  |  | Australie             |  |     |      |      |      |

## Phase finale

### Matchs de classement
| Rang | Équipe           | Pts | J | G | N | P | Bp | Bc | Diff |  | Résultats (dom.\ext.) |  |     |     |     |      |
| ---- | ---------------- | --- | - | - | - | - | -- | -- | ---- |  | --------------------- |  | --- | --- | --- | ---- |
| 5    | Colombie         | 6   | 4 | 3 | 0 | 1 | 19 | 4  | +15  |  | Colombie              |  | 2-1 | 5-1 | 1-2 | 11-0 |
| 6    | Uruguay          | 6   | 4 | 3 | 0 | 1 | 24 | 7  | +17  |  | Uruguay               |  |     | 6-4 | 1-0 | 16-1 |
| 7    | États-Unis       | 4   | 4 | 2 | 0 | 2 | 26 | 15 | +11  |  | États-Unis            |  |     |     | 7-3 | 14-1 |
| 8    | Australie        | 4   | 4 | 2 | 0 | 2 | 18 | 13 | +5   |  | Australie             |  |     |     |     | 13-4 |
| 9    | Nouvelle-Zélande | 0   | 4 | 0 | 0 | 4 | 6  | 54 | -48  |  | Nouvelle-Zélande      |  |     |     |     |      |

### Tableau final
|  | Demi-finales | Demi-finales |                        |   | Finale | Finale |
|  | Demi-finales | Demi-finales |                        |   | Finale | Finale |
|  |              |              |                        |   |        |        |
|  |              |              |                        |   |        |        |
|  |              |              |                        |   |        |        |
|  | Argentine    | 6            |                        |   |        |        |
|  | Argentine    | 6            |                        |   |        |        |
|  | France       | 1            |                        |   |        |        |
|  | France       | 1            | Argentine              | 3 |        |        |
|  |              |              | Argentine              | 3 |        |        |
|  |              | Portugal     | 5                      |   |        |        |
|  | Portugal     | Portugal     | 5                      | 6 |        |        |
|  | Portugal     |              |                        | 6 |        |        |
|  | Angleterre   | 1            |                        |   |        |        |
|  | Angleterre   | 1            | Match pour la 3e place |   |        |        |
|  |              |              |                        |   |        |        |
|  |              |              |                        |   |        |        |
|  |              |              |                        |   |        |        |
|  | France       | 3            |                        |   |        |        |
|  | France       | 3            |                        |   |        |        |
|  | Angleterre   | 2            |                        |   |        |        |
|  | Angleterre   | 2            |                        |   |        |        |

## Classement final
| Place              | Équipe           |
| ------------------ | ---------------- |
| Médaille d'or      | Portugal         |
| Médaille d'argent  | Argentine        |
| Médaille de bronze | France           |
| 4                  | Angleterre       |
| 5                  | Colombie         |
| 6                  | Uruguay          |
| 7                  | États-Unis       |
| 8                  | Australie        |
| 9                  | Nouvelle-Zélande |
| 10                 | Brésil           |